# Кауэхи

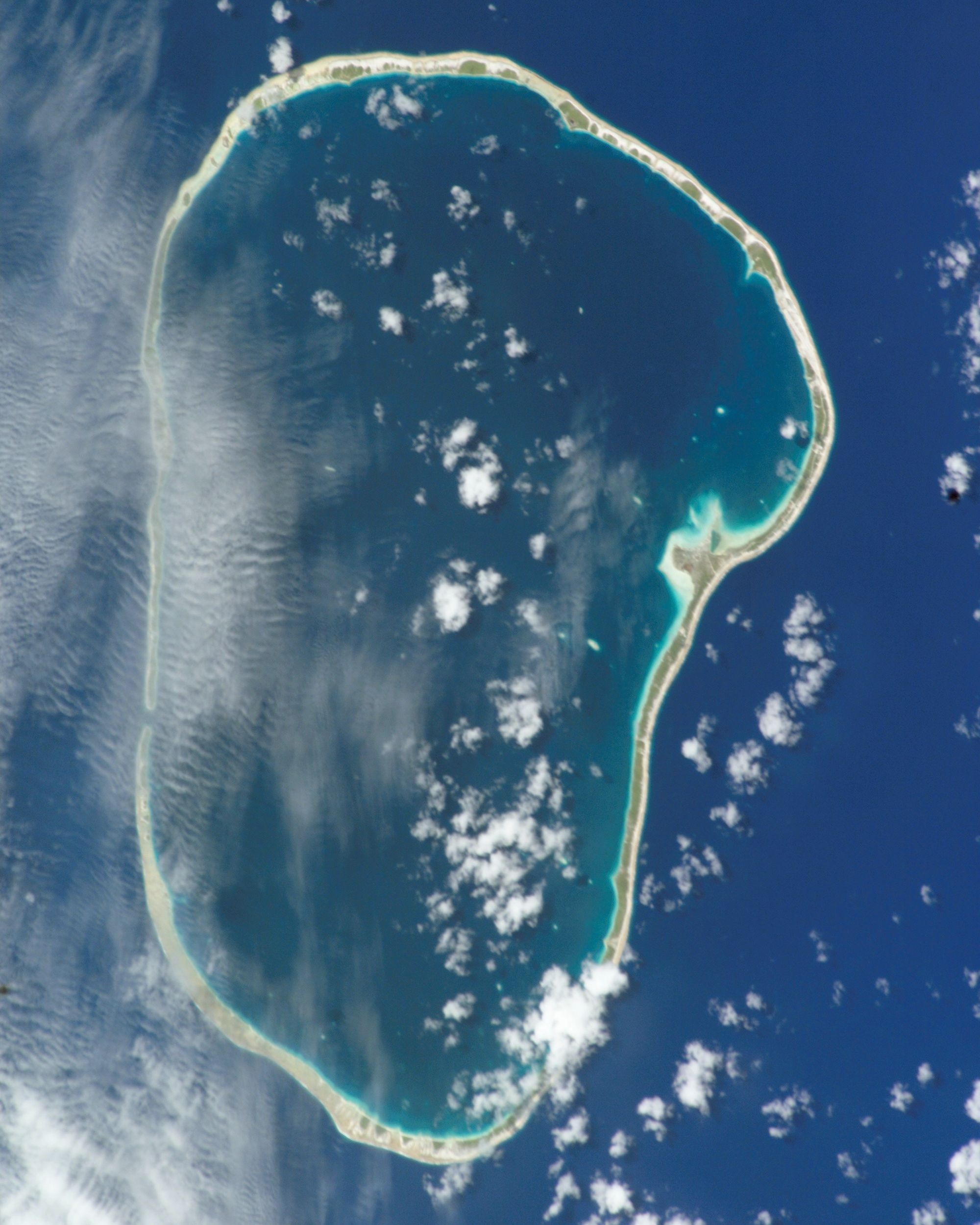
Космический снимок атолла.

Кауэхи (фр. Kauehi) — атолл в архипелаге Туамоту (Французская Полинезия). Расположен в западной части архипелага в 40 км к северо-востоку от атолла Факарава и в 18 км к северо-западу от атолла Рарака.

## География
Атолл очень низменный, имеет форму круга. Длина Кауэхи составляет около 23 км, ширина — 17 км. В центре расположена лагуна, соединённая с океаническими водами. Общая площадь суши — 15 км².

## История
Остров был открыт в 1835 году. Хотя, скорее всего, о его существовании давно знали торговцы жемчугом. В прошлом Кауэхи также называли остров Винсент.

## Административное деление
Административно входит в состав коммуны Факарава.

## Население
В 2007 году численность населения Кауэхи составляла 552 человека. Главное поселение — деревня Теараверо.

## Экономика
Основное занятие местных жителей — производство копры и вылов жемчуга. На острове есть взлётно-посадочная полоса.